# 高材
高材（弘治十一年－万历二年，1498年—1575年），字国永，又字允甫，号静成，无锡人，因曾任黄岩县令，又称“黄岩公”。是明代东林党领袖高攀龙之祖父，嘉靖年间任黄岩县令。

## 生平
高材，高材是明代东林党领袖高攀龙之祖父，天赋聪颖，七岁能作对吟诗, 十岁能作文章。嘉靖十年（1531年）中举，高氏家族从其开始成为儒学世家。嘉靖二十九年（1550年），高材以举人身份担任黄岩县令，为官清廉，颇有民声。当地曾有胥吏通过名册造假谎报税负，搜刮民财。高材突查其家，搜出真册，从而纠正错账。胥吏也因此被处死，一时百姓称快。嘉靖三十一年（1552年），黄岩木城被倭寇攻破，高材被免官。高材在万历二年（1575年）去世，葬于无锡惠山黄家湾。

## 逸闻
据《韵语晨钟》载，高材任黄岩县令时，有百姓状告尚书黄绾强占民山，高材在状纸上作诗批之：“一片青山一片金，百年人有万年心。鸿沟未必常为限，倐忽浮云变古今。踏遍青山山转峨，问山不语奈山何。若无山下累累冢,料得争山人更多。”黄见诗亦有所羞愧，最终退还山岭。

## 诗作
- 游委羽山次孙邦采韵

糁糁松花树树金，仙人跨鹤剩空林。
洞门方石还遗迹，鼎里玄丹独悟心。
笑我未除湖海气，怜君能发风鸾吟。
青春况是天崖暮，莫惜花前酒重斟。
- 咏松岩山

绝壁回峦不计层，穿云踏雪冒寒行。
每惊虎卧怪石出，忽讶龙蟠老树横。
乱响淙从千涧落，杳无人际一僧迎。
高生不是神仙骨，那得云山有宿盟。

## 家庭
父亲： 高适，字伯达，号雪楼。
兄弟姐妹：高植、高校
子女：高梦龙，字德徵，号继成
孙：高攀龙